# 隠蔽捜査
『隠蔽捜査』（いんぺいそうさ）は、今野敏著の警察小説シリーズ。2005年から新潮社より刊行されている。既刊長編10作、短編集3作。
それまでの警察小説にありがちな、現場の刑事が活躍するものではなく、警察庁のキャリア官僚の活躍を描いている。
2007年にテレビ朝日にて、2014年にTBSにてテレビドラマ化。また、2011年に舞台化された。

## シリーズ一覧
単行本、文庫本はすべて新潮社より刊行されている。

### 長編小説
隠蔽捜査
- 単行本：2005年9月、ISBN 978-4-10-300251-2
- 文庫本：2008年1月、ISBN 978-4-10-132153-0

果断 隠蔽捜査2
- 単行本：2007年4月、ISBN 978-4-10-300252-9
- 文庫本：2010年1月、ISBN 978-4-10-132156-1

疑心 隠蔽捜査3
- 初出誌：『小説新潮』2008年6月号 - 10月号連載「乱雲 隠蔽捜査3」より改題
- 単行本：2009年3月、ISBN 978-4-10-300253-6
- 文庫本：2012年1月、ISBN 978-4-10-132157-8

転迷 隠蔽捜査4
- 初出誌：『小説新潮』2010年6月号 - 2011年5月号連載
- 単行本：2011年9月、ISBN 978-4-10-300255-0
- 文庫本：2014年5月、ISBN 978-4-10-132159-2

宰領 隠蔽捜査5
- 初出誌：『小説新潮』2012年3月号 - 2013年2月号連載
- 単行本：2013年6月、ISBN 978-4-10-300256-7
- 文庫本：2016年2月、ISBN 978-4-10-132160-8

去就 隠蔽捜査6
- 初出誌：『小説新潮』2014年8月号 - 2016年2月号連載
- 単行本：2016年7月、ISBN 978-4-10-300258-1
- 文庫本：2018年12月、ISBN 978-4-10-132162-2

棲月 隠蔽捜査7
- 初出誌：『小説新潮』2016年9月号 - 2017年8月号連載
- 単行本：2018年1月、ISBN 978-4-10-300259-8
- 文庫本：2020年8月、ISBN 978-4-10-132163-9

清明 隠蔽捜査8
- 初出誌：『小説新潮』2018年9月号 - 2019年8月号 連載
- 単行本：2020年1月、ISBN 978-4-10-300260-4
- 文庫本：2022年6月、ISBN 978-4-10-132164-6

探花 隠蔽捜査9
- 初出誌：『小説新潮』2020年10月号 - 2021年9月号 連載
- 単行本：2022年1月、ISBN 978-4-10-300261-1
- 文庫本：2024年8月、ISBN 978-4-10-132165-3

一夜 隠蔽捜査10
- 初出誌：『小説新潮』2022年10月号 - 2023年9月号 連載
- 単行本：2024年1月、ISBN 978-4-10-300263-5

### 短編集
初陣 隠蔽捜査3.5
- 単行本：2010年5月、ISBN 978-4-10-300254-3
- 文庫本：2013年1月、ISBN 978-4-10-132158-5

| 収録作品 | 初出                     |
| -------- | ------------------------ |
| 指揮     | 『小説新潮』2009年5月号  |
| 初陣     | 『小説新潮』2009年11月号 |
| 休暇     | 『小説新潮』2006年6月号  |
| 懲戒     | 『小説新潮』2007年10月号 |
| 病欠     | 『小説新潮』2008年1月号  |
| 冤罪     | 『小説新潮』2008年5月号  |
| 試練     | 『小説新潮』2008年7月号  |
| 静観     | 『小説新潮』2010年5月号  |

自覚 隠蔽捜査5.5
- 単行本：2014年10月、ISBN 978-4-10-300257-4
- 文庫本：2017年5月、ISBN 978-4-10-132161-5

| 収録作品 | 初出                     |
| -------- | ------------------------ |
| 漏洩     | 『小説新潮』2011年7月号  |
| 訓練     | 『小説新潮』2012年1月号  |
| 人事     | 『小説新潮』2013年7月号  |
| 自覚     | 『小説新潮』2013年10月号 |
| 実地     | 『小説新潮』2014年1月号  |
| 検挙     | 『小説新潮』2014年4月号  |
| 送検     | 『小説新潮』2014年6月号  |

審議官 隠蔽捜査9.5
- 単行本：2023年1月、ISBN 978-4-10-300262-8

| 収録作品 | 初出                                 |
| -------- | ------------------------------------ |
| 空席     | 『小説新潮』2019年9月号              |
| 内助     | 『惑―まどう― アンソロジー』2017年7月 |
| 荷物     | 『小説新潮』2018年7月号              |
| 選択     | 『小説新潮』2020年2月号              |
| 専門官   | 『小説新潮』2020年7月号              |
| 参事官   | 『小説新潮』2020年9月号              |
| 審議官   | 『小説新潮』2022年1月号              |
| 非違     | 『小説新潮』2022年2月号              |
| 信号     | 書き下ろし                           |

### 短編
竜崎とST (BOOK☆WALKER セレクト)
- 電子書籍：2022年2月、ASIN: B09QRWZLK4

## あらすじ

### 隠蔽捜査
警察庁長官官房総務課長の竜崎伸也警視長は独特の信念とキャリアとしての矜持を持つ警察庁の官僚。ある時、都内で暴力団員が射殺される事件が発生。その被害者は1980年代の終わりに起きた凄惨な少年犯罪の加害者グループの一人だったが、その報告は竜崎まで上がって来ていなかった。
竜崎は同期のキャリア官僚で小学校の同級生でもある警視庁刑事部長伊丹俊太郎警視長を警察庁に呼び出して詰め寄るが、伊丹は報告は警察庁刑事局に上げた、竜崎まで回ってきていないのは警察庁内部の問題だと相手にしない。今回の事件と過去の事件の関連性を疑う竜崎だったが、警視庁では拳銃が使われたことから暴力団同士の抗争であるとの見解で捜査本部も設置しないという。
しかし、数日後さいたま市内で別の殺人事件が発生、被害者は最初の事件と同じ少年犯罪の加害者グループの一人でこれも拳銃による射殺だった。同一犯人による連続殺人の疑いが濃厚となり捜査方針が変更され捜査本部が設置されたが、さらに第三の殺人事件が発生した。そして三つの殺人事件の発生日にある規則性がある事に気がついた竜崎は犯人は現職の警察官ではないか、という疑念を抱く。そんな中、竜崎は息子の邦彦が薬物を使用していることを知る。

### 果断 隠蔽捜査2
家族の不祥事で大森署（テレビ朝日版では大森中央署、TBS版では大森北署）に署長として飛ばされた竜崎。
毎日、署長決裁のために上がってくる膨大な数の書類の判子押しに忙殺されていた。
その最中でも独自の持論を展開する竜崎に貝沼副署長以下大森署の幹部たちは戸惑いを覚えていた。
そんな折、管内に新しくできた公園の落成式に出かけようとしていた矢先に高輪署管内で起きた強盗犯逃走の緊急配備（キンパイ）の連絡が入る。すぐさま署に戻り、副署長以下所轄幹部を署長室に詰めさせ「ミニ指揮本部」を設置する竜崎。
間もなく三人の犯人の内二人は碑文谷署管内で機動捜査隊によって確保されたが、逃走経路から見て大森署の目の前を通過したと思われるため、大森署の不手際で本庁の機捜に犯人を確保されて面子を潰されたとして第二方面本部の野間崎管理官が大森署に怒鳴り込んで来る。キンパイが百パーセント機能するわけではない、ここに怒鳴り込んでくる暇があったら残りの一人を発見することに努めた方がいい、と言って竜崎は相手にしなかったが余りにしつこいため同期のキャリアで幼なじみの伊丹刑事部長に電話をかけて野間崎管理官を追い払ってもらう。
その後、キンパイ中に通報があり後回しにしていた開店前の小料理屋での喧嘩について確認のため地域課の署員に再訪させるとその小料理屋の二階から拳銃が発砲される。小料理屋と連絡が取れないため、逃走中の強盗犯による立てこもり事件の可能性があるとして警視庁は大森署に指揮本部を設置。指揮本部長として伊丹刑事部長が着任する。現場の小料理屋付近では捜査一課特殊班（SIT）が現場近くのマンションの一室を間借し、前線本部を設置していた。竜崎は現場に赴き伊丹からの指示もあって前線本部長の任に就く。やがて警備部のSATも現場へ到着。犯人との交渉を模索するSITと立てこもり事件では強襲による早期解決を唱えるSATの対立を竜崎が調整する状況が続いたが、犯人が電話に出ず小料理屋内で発砲音がしたことから前線本部長として竜崎はSATへ突入及び発砲を許可、人質の無事救出と犯人の死亡で事件は解決する。しかし犯人が所持していた拳銃には実弾が残っていなかった事が判明し、それがマスコミに漏れたことから突入と発砲を許可した竜崎は窮地に立たされる。

### 疑心 隠蔽捜査3
大森署では、警察の広報活動の一環でもある「アイドルの1日署長」のイベントが行われており、署内もどこか浮ついていた。アメリカ合衆国大統領の来日も近づいており署長の竜崎も困ったものだと思っていた。そして、大統領の来日日程も決まり、それに向けて警察庁と警視庁では警備計画の策定が始まる。その最中、竜崎の元に大統領来日時の「第二方面警備本部本部長」を命ずる命令書が警視庁本部より届いた。普通は方面警備本部長は方面本部長が務めるもので所轄の署長が務めるものではない。何かの手違いではないかと藤本警視庁警備部長と警察庁警備局を訪ね問いただすと、第二方面本部の野間崎管理官の強い勧めで方面本部長から推薦があったのだという。第二方面本部が何か企んでいるのではないかと疑う竜崎だったが、藤本警備部長からも頼まれて着任することになった。方面警備本部は普通は方面本部に設置されるものだが竜崎は長期間大森署を空けられないとして警察庁と交渉し大森署に設置するとになり、副本部長として第二方面本部長の長谷川警視正が着任。その秘書官として野間崎管理官が来署した。そして、竜崎の秘書官として、かつて警察庁で広報室長時代に研修として一時期指導した、女性キャリアの畠山美奈子が警備部から派遣されてきた。藤本警備部長からは警備本部はいい経験になるからしっかり仕込んでやってほしいと頼まれる。再会した彼女に心騒ぐものを感じた竜崎。
そんな中、大森署管内で多重衝突事故が発生、追突した大型トラックの運転手が事故現場から姿を消した。犯罪の匂いがすると言って大森署刑事課の戸高は消えた運転手の行方を追う。そして大統領警護のため先んじて来日したアメリカのシークレットサービスの隊員から合衆国大統領を標的とした「テロ計画」があるという情報が伝えられ警備本部は一気に緊張が高まった。

### 初陣 隠蔽捜査3.5
本編の主人公竜崎の幼馴染で警視庁刑事部長伊丹俊太郎を主人公としたシリーズ初の短編番外集。
福島県警で3年間刑事部長を務めていたキャリアの伊丹に内示が出た。それは、警視庁刑事部長への内示だった。久しぶりに本庁で長官官房総務課広報室長に就いていた竜崎に連絡を取った。やはり竜崎にも新たな内示が出ておりそれは長官官房総務課長への昇進だった。「やはりこいつにはかなわないのか…」と、感じながらも異動の準備に入る伊丹だった。その矢先に殺人事件が発生。帳場が立ち、捜査本部長として、そして最後まで福島県警刑事部長として指揮を取ろうとしたが、引継ぎのため福島入りした後任のキャリアが不安を抱かせる人間だった。

### 転迷 隠蔽捜査4
竜崎が署長を務める大森署に隣接する大井署管内で遺体が発見された。被害者は外務省の職員で殺人事件の可能性が高く、大森署にも第二方面本部から地域課の協力要請が来た。その直後に大森署管内でひき逃げ事件が発生、ひき逃げ犯は緊急配備をすり抜けて逃走し、交通課では本庁の交通捜査課と協力して捜査が始まる。その後に妻の冴子から電話があり、娘の美紀が交際している三村忠典の赴任先のカザフスタンで飛行機の墜落事故があり忠典が乗っていたかもしれないという。竜崎は警察庁時代の伝手をたどって外務省の第三国際情報官室の内山に問い合わせたがめぼしい情報は得られず、逆に外務省職員殺人事件について進展を聞かれてしまう。さらに生活安全課で麻薬・覚醒剤の売人を逮捕したところ、それは厚生省麻薬取締部が背後の組織を探るために泳がせていた男で捜査を台無しにするのかと言って麻薬取締官が怒鳴り込んでくる。刑事課では管内で続く不審火を放火と見て捜査中のところ、ひき逃げ事件が悪質なので刑事課からも捜査員を出すよう本庁の交通捜査課から要請が来たがそんな余裕はなかった。次々と問題が飛び込んでくるが、竜崎はいつものように原則通りに業務を進めていた。
やがて、ひき逃げ事件は過失ではなく故意であった可能性が高まり、殺人事件として大森署に捜査本部が設置された。警視庁本部から柿本交通部長が捜査本部長として、土門交通捜査課長が捜査主任として着任する。竜崎も副本部長の任についた。刑事部捜査一課からも捜査員が派遣され伊丹刑事部長も所管のため来署した。竜崎は伊丹にかけあって捜査本部に人を取られる刑事課の放火事件の捜査応援のために捜査一課特命捜査対策室から人員を派遣してくれることになった。そして捜査会議でひき逃げ事件の被害者は元外務省のキャリア官僚だったことが明らかになる。相次いで起こった2つの事件の被害者は現職とOBと、どちらも外務省の人間だった。これは単なる偶然なのか。外務省では箝口令がしかれたらしく情報が得られない。竜崎は伊丹からどんなことでもいいから聞き出してくれと頼まれて外務省の内山に接触する。

### 宰領 隠蔽捜査5
息子の邦彦の東大受験日を明日に控えた日、大森署に出勤した竜崎に刑事部長の伊丹から相談の電話がかかってくる。竜崎と伊丹の3期後輩のキャリアで今は議員秘書を務める元警察官僚・田切勇作からの依頼で、羽田空港から足取りが途絶えた衆議院議員・牛丸真造の内密での捜索依頼だった。議員には時折雲隠れする癖があるため表沙汰にしたくないのだという。伊丹にすれば自ら動くと内密にできなくなるため、竜崎に頼み込んできたのだった。事件でもないのに人は動かせないと竜崎は難色を示すものの、形だけの捜査でいいと言う伊丹に押し切られる形で引き受ける。
竜崎も当初は伊丹の言う通り形だけの捜査をするつもりだったが、万が一の事を考えた方がいいという貝沼副署長の進言で講習会と称して講堂を押さえた上で「内密での指揮本部態勢」を敷き、警備・刑事・交通各課長を詰めさせ「捜査」に乗り出す。その矢先、大森署管内の大森南5丁目で議員を羽田空港へ迎えに行った牛丸事務所の車が発見され、車内からは運転手の平井進の他殺体が見つかった。車内に議員の姿はなく所在が確認できないため、殺人及び議員誘拐事件として、マスコミには報道自粛を要請して「内密での指揮本部態勢」から近隣の所轄からも応援を受け200人態勢の「正式な指揮本部」に移行されることになった。本部の捜査一課から殺人班と特殊班が到着し、伊丹が指揮本部長に、竜崎は副本部長として指揮を執ることになった。
その矢先、警視庁の通信指令センターに犯人を名乗る男から電話が入る。指揮本部へ電話をかけ直してきたその男は対応する特殊班の下平係長に議員誘拐を報道しろと要求してきた。犯人を名乗る男はその後何度も電話をかけてきたが誘拐を報道しろという要求を繰り返すのみだった。やがて逆探知で電話は横須賀市内の公衆電話からかけられていることが判明する。議員の車が発見された大森南5丁目付近では目撃情報も防犯カメラの映像もなく横須賀までの足どりが不明だったが、竜崎は現場近くの運河からボートを使って逃走したのではないかと気づく。現場付近で不審な白いモーターボートの目撃証言が相次いで得られたことから盗難届の出ているボートの捜査が始まる。伊丹と神奈川県警の刑事部長との話し合いで神奈川県警との合同捜査が開始され横須賀署に前線本部が置かれることになった。神奈川県警の刑事部長・本郷警視長は竜崎たちの2期下のキャリアで、ノンキャリアでは荷が重いからと竜崎は伊丹から頼みこまれて横須賀署へ行って前線本部の副本部長として指揮をとることになった。横須賀署の島村署長も40歳前後のキャリアであったが、神奈川県警の板橋捜査一課長はノンキャリアで捜査は自分達に任せろと言う。神奈川県警にもキャリアとノンキャリアの溝があり、さらに警視庁と神奈川県警の間にも以前から確執があった。この複雑な関係の渦巻く前線本部でいつも通りに原則に従った指揮で捜査を進めていく竜崎だったが、前日から熱があった息子の邦彦が試験会場から救急車で運ばれたという連絡が入る。

### 自覚 隠蔽捜査5.5
大森署署長竜崎を補佐する所轄幹部達を中心とした短編集。官僚として優秀ながらも、原理原則を押し通す上司竜崎署長を補佐する副署長の貝沼警視のもとに、大森署が扱った事案で誤認逮捕の可能性があると東日新聞にスクープされたと情報があがってきた。竜崎の期待に応えられているうちはいいものの、その信頼を裏切ることを恐怖した貝沼は隠蔽を考えるが、竜崎が隠蔽を嫌うことは大森署内では周知の事実。送検48時間のタイムリミットが近づくなか、貝沼は対応に苦慮する。

### 去就 隠蔽捜査6
続発するストーカーによる殺傷事件を重く見た警察庁の指導により警視庁ではストーカー対策専門の組織を作ることになり、各所轄署に対策チームを作るように指示が出た。
大森署でも竜崎が生活安全課を中心に刑事課、地域課の課長達に指示をしてチーム編成をしていた。チームには生安課少年係から女性警官の根岸巡査が、刑事課強行犯係からは戸高がリストアップされてきた。竜崎はせっかく作るのだから役に立つチームを作りたいとの考えで人選をさせていたが、第二方面本部からは管内の他の所轄署からは既にチームのメンバーリストが提出済なのに大森署だけが遅れていて未提出だと督促される。
その日帰宅した竜崎に娘の美紀から交際している三村忠典について相談がある。美紀は結婚はまだ考えていないが三村は最近しつこくて、頻繁にメールを送ってきたり電話をかけてきたり、駅で待ち伏せされたこともあるという。それはストーカー規制法に抵触する要件を満たしている、ストーカー対策チームを編成しようとしている矢先に何ということだと竜崎はあきれるが、とにかく三村と話し合うようにと美紀を諭す。
その翌日、大森署管内で娘が男に連れ去られたらしいという110番通報が母親から入る。娘は寺川真智子といい、以前大森署にストーカー被害の相談をしており、昨夜ストーカーの下松洋平から呼び出されて出かけたまま戻らないのだという。真智子は会社の先輩である中島繁晴に同行してもらい出かけたが二人とも戻っていなかった。さらに下松は母親と二人暮らしだが、こちらも自宅に帰っておらず三人とも行方不明となっていた。そしてその日の午後、真智子に同行した中島の死体が発見される。状況から、下松が中島を殺害し真智子を連れて逃走していると思われた。さらに神奈川県警から、横浜に住む下松の父親の自宅から猟銃と散弾12発が紛失しており、下松が所持している可能性が高いという情報が入る。大森署に指揮本部が立ち上げられることになり、警視庁本部から強行犯捜査係とSIT（特殊犯係）が派遣されてきた。指揮本部は２つに分けて殺人の捜査を強行犯捜査係が、略取・誘拐の捜査をSITが担当することになり、竜崎はできたばかりのストーカー対策チームを略取・誘拐捜査班に投入する。
やがてNシステムに下松の所有する車がヒットするが、車はいったん神奈川方面に向かった後、下松の自宅付近に戻ってくるという不可解な動きをしていた。また、下松は猟銃を所持しているはずなのに中島は刃物で殺害されているなど、この事件は不可解な点が多かった。

### 棲月 隠蔽捜査7
大森署署長を務める竜崎が大森署へ登庁すると、署員たちがいつもより少ないので竜崎は不審に思う。斉藤警務課長から私鉄がシステムダウンにより運休しており、出勤に障害が出ていると報告され、更にとある銀行のメインシステムにも障害が発生していると報告があがる。同期の伊丹刑事部長に何か情報をつかんでいるか問い合わせるが、電車が止まったくらいで大げさだ、それに問い合わせるなら自分ではなく生活安全部長だろう、と言われる。何か分かったら教えてくれるように依頼して電話を切るが、確認のため捜査員を派遣すべきと判断した竜崎は大森署員を私鉄の本社と銀行の本店へ派遣する。しかしどちらも所在地が大森署の管轄外だったため当然のことながら第二方面本部長や本部の生安部長から管轄外の所轄が余計なことをするなと言ってくるが、竜崎は捜査の必要性を説き大森署員に捜査を続行させる。私鉄の本社へ派遣された生安課の田鶴巡査部長はサイバー犯罪に詳しくハッカーの仕業ではないかという。やがて本部の生安部サイバー犯罪対策課の課長から竜崎に捜査協力要請が来て田鶴が正式に捜査班に加わることになった。
その翌日、大森署管内の平和の森公園の中の池の畔で死体が発見される。その被害者は以前少年係の根岸巡査が補導したことのある札付きの不良少年で、状況からリンチ殺人と思われた。更に前作の終わりから持ち上がっていた竜崎の人事異動の話が本格化しているらしいことが、伊丹から告げられる。殺人事件の捜査本部が大森署に立ち上げられ、竜崎も副本部長として指揮を執る。根岸や強行犯係の戸高も捜査本部に加わり捜査が進む中で竜崎はこの殺人事件と私鉄や銀行のシステムダウンに関連があるのではないかとの疑いをもつ。
その最中、遂に警察庁より人事異動の通達がされる。異動先はかつて（第5弾『宰領』）竜崎が事件解決の為に赴いた「神奈川県警」。拝命職務は「刑事部長」。かつて犯人護送の為に県警本部長と揉めたことが頭によぎるが、事件解決の為に、大森署への愛着に戸惑いながらも指揮にあたる竜崎。刑事部長として着任するまでに事件解決できるか。大森署長として最後の事件。

### 空席 隠蔽捜査シリーズ
警視庁大森署で署長として数々の難事件を解決した竜崎は、神奈川県警刑事部長に栄転が決定。貝沼副署長ら大森署の面々は着任していく竜崎を見送った。後任の署長は女性キャリアで、北海道警総務課長から異動してくるが、到着が遅れ、明日にならないと赴任しない。そんな「空白の一日」を、事件は待ってくれない。品川署管内で同一犯の仕業とみられるひったくりが連続して発生。方面本部からの要請で、大森署も緊急配備への出動を命じられる。ほぼ総動員で犯人の逃走経路に網を張るのだ。ところが、ほどなくして、今度は大森署管内でタクシー強盗事件が起きた。2件同時の「緊配」は不可能だ。署長不在の中、貝沼は苦渋の決断を迫られる。

### 清明 隠蔽捜査8
神奈川県警刑事部長編
大森署長の任が解かれ、神奈川県警刑事部長の職を拝命した竜崎。任を解かれた日も県警本部に着任報告するぎりぎりまで残務にあたっていた。書類の決裁しながら様々な来客を迎え、貝沼副署長から「そろそろ時間です」と告げられ、「後は後任に任せよう」と呟き、大森署を出る。そこには、制服姿の署員等が見送りのために整列をしており、あの、戸高巡査部長ですら制服に身を包み整列をしていた。セレモニーなど必要ないと斎藤警務課長に言っておいたのだが、この状態を見て「仕事はどうした。持ち場に戻れ」と命ずるも、貝沼から「らしいですね」とかえされる。彼らの心づくしに感傷しながら公用車に乗り大森署を去る。（ここまでは第7弾『棲月』）
大森署を去った足で、神奈川県警本部に向かう竜崎。本部に到着し、そのまま県警本部長に着任挨拶の為本部長室のある階にあがるが、刑事部長に着任予定の竜崎が連絡もなく総務課にあらわれたので課員や総務課長がもたつくがなんとか佐藤本部長に着任報告することができた。佐藤からも「部長は偉いんだ。普通は何人かで玄関で出迎えるものだ。」と言われ、警視庁にも勝るとも劣らない形式主義に辟易する竜崎。だが、その佐藤から驚きの言葉が聞かされる。なんと竜崎を刑事部長に引っ張ったのは前任の本部長との事だ。かつて竜崎が前線副本部長として絡んだあの誘拐及び殺人事件（第5弾『宰領』）で被疑者護送で揉めたあの本部長である。だが、その本部長は既に離任しており佐藤が後任として着任したとのことだ。前任者も佐藤も懸案事項はただ一つ。神奈川県警に不祥事が多いことだ。建前・本音が当たり前の警察社会で竜崎は総てが原理・原則の一辺倒。佐藤本部長はそんな竜崎のやり方が神奈川県警には必要で、竜崎が大森署を変えたように神奈川県警を変えることができるのでないかと期待していると言う。竜崎は自分は自分のやり方でできる事をやるだけだと答える。
本部長への着任報告を終え、参事官・刑事総務課長の挨拶そして、誘拐及び殺人事件で前線本部長を務めた本郷警視長との再会と刑事部長の「引継ぎ」を受け、現在進行している山手署の捜査本部に顔出しすると、そこには板橋捜査一課長がいた。再会と着任の挨拶などで「着任日」を終える竜崎。
刑事部長の職務を開始し、当然ながら大森署長よりも多い決裁書類に辟易しているなか、同期である警視庁の伊丹刑事部長から連絡が来る。それは、警視庁と神奈川県警の管轄境で発生した「殺人事件」の連絡だった。

### 探花 隠蔽捜査9
神奈川県警察本部・刑事部長の竜崎伸也は、刑事部捜査一課長・板橋武と参事官の阿久津重人から、横須賀のヴェルニー公園で男性の遺体が発見されたという報告を受ける。遺体は刃物で刺されており、他殺と断定され、横須賀署に捜査本部が設置される。板橋たちは、もし米軍絡みの事件であればNCIS（海軍犯罪捜査局）が出てくる可能性があると懸念する。やがて現場から白人男性が逃走したという目撃情報を得たことから、米軍関係者が被疑者という可能性が強まる。竜崎はすぐに本部長案件とするよう指示を出す。
一方で竜崎は、本部長・佐藤実から新しい警務部長として八島圭介という人物が福岡県警察本部から異動してくることを聞かされる。八島は東大法学部卒のキャリア警察官で、竜崎や警視庁刑事部長の伊丹俊太郎とは同期だった。竜崎は阿久津から、八島は警察庁に1位の成績で入庁したと聞かされる。ちなみに竜崎の成績は3位、伊丹は2位だったことも明らかとなる。竜崎は「入庁時の成績が何位だったかは、何の意味もない。入庁してから何をできたか、何をしたかが重要なんだ」と気にも留めなかったが、伊丹が2位だったことがふと気になって電話をかける。伊丹は、八島から自身の入庁時の成績が2位であることを聞かされたと話す。また、八島については「トップで入庁したことを鼻にかけていた。色々とコンプレックスを持っているようだった」と語った上で、「黒い噂が絶えない男だ」と警告する。
そんな中、竜崎に衝撃の一報がもたらされる。ポーランドに留学中の息子・邦彦が現地で逮捕されたというのだ。

## 登場人物

### 主要人物
竜崎 伸也（りゅうざき しんや）
本作の主人公で階級は警視長。東京大学出身のキャリア警察官僚。初登場時の年齢は46歳。一人称は「私」または「俺」で、当初は公私共に「私」を使うことが多かった。
第1弾では警察庁長官官房総務課課長。第2弾からは警視庁大森警察署署長へ異動。第8弾からは神奈川県警刑事部長に栄転する。外見は細身で、黒髪には白いものが混じっている。見た目は普通のおじさんであり、いつも颯爽としている伊丹には嫉妬している。
私利私欲とは無縁で、国家公務員としてあるべき姿を示し、原理原則に忠実な官僚。周囲からは「組織の犬」「変人」と陰口を叩かれているが、逆に「自分の為」というのが無く官僚としても優秀なため、部下からも上司からも信頼は厚いが、「どうせ3年で異動して別れる」という思いから部下に心を許すことはなかった。それどころか伊丹と比較して陰性の自分は嫌われ者だと思い込んでいた。自分のクビを賭けることは何とも思わないが、若葉マークの妻の車に乗るのは恐怖を感じるなど妙なところで臆病だったりする。またアニメなどのオタク文化にはかなり疎い。
若い頃キャリアの研修時代には群馬県警の中規模の警察署で署長をしていたことがある。その後、大阪府警警備部長として赴任していた際、府警本部長・三村のホームパーティーで、三村の子息・忠典と彼の娘である美紀が知り合い付き合っている。竜崎は二人が結婚するものと思っていたが、ダメならダメでも構わないと考えており、飽くまで当人同士の意志に任せるつもりだった。しかし美樹と話をした際に「二人の結婚は自分にもメリットがある」という部分を肯定してしまったため、政略結婚を強要しているように受け取られてしまい美紀に反発される。
恋愛に対しては淡泊であり、「恋愛をくだらないとは思わないが、世の中で一番大切なのが恋愛と思うことはくだらない」と考えている。妻の冴子は最初に付き合った女性であり、そのまま結婚まで行った仲（前述の理由から他の女性は眼中になく結婚を迷うことはなかった模様）。妻には世間ズレしているところから「唐変木」「役所の仕事が務まっているのが不思議」と呆れられているが、竜崎自身は「俺はこの歳で警察庁の総務課長まで出世しているんだからお前が思っているよりずっと有能なんだ」と偉ぶっていて自覚すらしていない。
署長になってからは事件が起これば捜査本部に詰めることが多く、自宅に帰る機会が減るが、「どれだけ遅くなっても自宅に帰れるのはありがたい」と考え、帰れる時には必ず帰る。外食はせず、350ミリリットルの缶ビールを1缶だけ飲んでから妻が作った夕食を食べる。
小学校時代から優等生だったが、今と変わらず無愛想で人付き合いが苦手だった。伊丹とは同期で小学校時代の幼馴染だったが、伊丹にいじめられていたと思っていたため、幼馴染と言われるのを快く思っていない。だが、その時の悔しさが、勉強でさらに発奮され、東大法学部・キャリア試験現役合格と歩んでいる。警察組織でもいわゆる「東大閥」として出世コースを進んでおり、長官官房総務課長に就いた時、同期の伊丹も警視庁刑事部長になったが、所詮は「地方警察本部の部長」と見下していた。伊丹が人気取りのために「外面のいい人間」をしているのも見抜いているが、「それだけの人間なら、もう伊丹とのつき合いは断っている」と考えており、伊丹を「したたか」と評している。
第2弾『隠蔽捜査・果断』以降は大森署署長に就任している。前作の終わりで「組織の不正を是正し、明るみに出る事を防いだ活躍」と「家庭内での不祥事」のバランスをとって警察庁長官と官房長判断で、警視長階級のまま、都内大規模署である大森署署長として異動。竜崎自身正しいことをした認識はあるものの、警察庁と警視庁の方針に「逆らった」事から、降級・地方への左遷は止む得ないと思っていたため、この異動は「想像以上に良かった」と思っている（方針を策定したのは、官房長や長官官房参事官・刑事局刑事局長など、警視監階級のキャリアたち、いわば最高幹部等によって決められた）。
大森署署長就任以前は、所轄のとりわけノンキャリアの事を信用していなかったが、立て籠もり事件の再捜査以降、副署長の貝沼をはじめ所轄幹部や現場の刑事を見直すようになり、「信用していなかったのは自分の方だった」と反省する。所轄業務にも改革に乗り出しており、所轄内で事件が発生した際は、署長室に「ミニ指揮本部」を設置、副署長・各課長・通信係・事務要員・連絡要員を配置し事件対応の合理化を図っている。警視庁警備部長の藤本警視監からも「見所のあるヤツ」・「鍛え上げて警察のトップにしたい」と思われている。
第7弾で漸く、警察庁からも「署長として事件解決の為に振るった辣腕」を評され、神奈川県警刑事部長に抜擢される。第8弾からは警視庁と神奈川県警の対立という構図に巻き込まれ、伊丹からも妙にライバル視されたり下に見られたりするという状況になった。そのことを伊丹に注意したことで態度が改善され、最終的に警視庁も県警も関係なく事件解決に奔走した。
ミニ指揮本部…所轄の業務合理化を図った竜崎の発案。事件が発生し捜査を行った際、係長→課長→副署長そして署長への報告となる流れだが、竜崎は「それなら最初から署長室へ集約した方が早い」ということで設置したシステム。その際、副署長は署長の補佐的立場といわゆる捜査本部などで投入される管理官的立場に就く。
伊丹 俊太郎（いたみ しゅんたろう）
警視庁刑事部長。階級は警視長。前職は福島県警刑事部長・警視正。初登場時年齢46歳。『初陣 隠蔽捜査3.5』では主人公を務める。
容姿はスポーツマン風の筋肉質で、竜崎曰「颯爽としている」。
竜崎とは幼なじみであり同期。小学校時代、学業・スポーツともに優秀でクラス1の人気者だった。同じく小学校で1番の優等生だった竜崎と友人になりたかったが、無愛想だった竜崎と上手く友人関係になることができなかった。それを勘違いした伊丹の取巻きが竜崎を「いじめ」ていた。伊丹自身はいじめていた感覚は無かったので「記憶に無かった」が、第1弾の事件中に竜崎から指摘された。本人も「虐めたヤツは覚えていないもの」という竜崎の指摘をもっともだと受け入れている。同時に「もういいじゃないか。昔のことだ。俺は竜崎を恐れていた。お互い様だよ」と述べており、竜崎には「何がお互い様だ。怨みは忘れないぞ」と笑い出したい気分で返された。現在は、当時「友人」になることは出来なかったが、「今の関係」をこれからも大切にしたいと思っている。また、『初陣』所収の『静観』では悪夢にうなされるが、その夢の内容は小学校時代に自分の取り巻きが竜崎をいじめていたというもので、改めて「竜崎の言っていたいじめとは、このことだったのだ」と認識する。同時に、この頃から「竜崎には敵わない」と自覚していた。
キャリア官僚だが、東大閥の竜崎とは違い、一流大学で警察庁入庁時の成績も全体で2位という好成績ではあるものの、私大出であるため、警察組織内でも「非主流派」であり、出世も地方廻りが多かった。その分、事件が起きれば現場に足を運び、捜査本部長として現場主義を貫き、「現場寄り」「部下・マスコミに理解のあるキャリア」を演出している。伊丹によれば「組織内での処世術」。
竜崎は伊丹の事を「颯爽」としていると評している。容姿に関しては伊丹の方が秀でているので、中年の竜崎には羨ましく思われている。
大森署署長に異動した竜崎のことは、「事件が起きれば一緒にやれるな！」と喜んだが、普段のやり取りで「可愛げの無いヤツ」と評しているものの、第1弾で窮地に陥る寸前だったのを竜崎に助けてもらった事から恩義を感じており「頭が上がらない」と思っており、竜崎に「無礼な対応」をとられても「コイツなら良いんだよ」と明言している（階級は一緒でも、本部部長と所轄署長では上司部下の関係のため）。だが、指揮・特捜・捜査などの各本部設置についてや普段の捜査活動で改革案を提言してくる竜崎の事を、改革は必要でも「早急すぎる」と消極的な伊丹は「誰だ！コイツを所轄署長に移動させたヤツは！こういう奴はすぐに改革をやりたがる！警察庁に置いておけば大人しくしているのに…」と文句をぼやいていた。

### 竜崎家
竜崎 冴子（りゅうざき さえこ）
竜崎の妻。初登場時47歳。姉さん女房。
仕事人間の竜崎の代わりに家庭内を切り盛りしている良妻。世間ズレしている夫の事を「唐変木」と評している。
第1弾で息子の不祥事の際、竜崎に「家庭は私に任せて、貴方は国家の為に働きなさい。」と竜崎を支えていた。
第2弾にて胃潰瘍で倒れる。医者からストレスが原因と言われ、以降、竜崎は冴子に家庭のことを任せきりの姿勢を改めるよう努力をしている。
竜崎 美紀（りゅうざき みき）
竜崎の娘。第1弾・第2弾では上智大学の学生。第3弾以降は広告代理店勤務。大学生の頃（第1弾よりも以前）、父が大阪府警の警備部長だった時に父の上司である三村大阪府警本部長のホームパーティーで三村の子息忠典と知り合い付き合っている。父は二人が結婚するものと思っていたが、美紀自身は、「働きたい」と思っており結婚についてはあまり考えていない。当初は父が「上司の息子との政略結婚」を望んでいると思い込んでおり反発していた。
スピンオフの電子書籍『選択 隠蔽捜査外伝』では主人公を務める。
竜崎 邦彦（りゅうざき くにひこ）
竜崎の息子。浪人生。有名私大に受かるも「省庁や企業にとって東大以外は大学じゃない」という考えの竜崎の意向で大学浪人をさせられ、東大受験に向けて予備校に通っている（竜崎は息子の将来を考え、少しでも条件が良くなるように東大行きを勧めていた）。「東大を強制されている」ことからストレス解消のためにドラッグを吸引する。このことを知った竜崎は「家族をないがしろにしていたつもりはなかった」と大いに悩むこととなった。その後、父に説得されて警察に自首。保護観察処分となる。
第2弾にて自分の進む道を決める。当初は東大進学を嫌がっていたが、父の真意を知り第1弾以降もぎくしゃくしていたが和解し、自ら東大進学を決意する。その後の進路は色々と悩むものの竜崎に伝え、「頑張れ！ ただし、なるなら一流を目指せ！」と後押しされる。第1弾の時点ではジャーナリストを目指していたが、アニメの仕事がやりたいと竜崎に告げる。竜崎はアニメは子供だましとしか思っていなかったが、邦彦から名作だからと観るように言われたDVDを観て「不覚にも感動し」アニメに対する認識を新たにして邦彦の考えに理解を示す。（作品名は示されていないが内容から『風の谷のナウシカ』と思われる）2浪した後に第5弾で東大に合格する。第7弾では映画の勉強のためポーランドへ留学する。

### 警察庁
牛島 陽介（うしじま ようすけ）
警視監。長官官房参事官。50歳。第1弾に登場。
鹿児島出身・東大出。いわゆる東大閥で薩長閥という警察庁においては理想的なプロフィールの持ち主。
第1弾における竜崎の直属の上司。小柄だが鹿児島出身らしく短気な面がある。
第1弾では、坂上の口車に乗って隠蔽に加担しようとした最高幹部等の一人だが、竜崎の説得に耳を貸し思いとどまる。結果、伊丹と同じように竜崎のお陰で助けられたことから感謝を示し、竜崎の「助命嘆願」を官房長に上告する。しかし、邦彦のドラッグ問題は無視出来ないとされ、竜崎を大森署の署長に左遷させることとなった。そのことを「済まん」と詫び、竜崎には「キャリアに異動はつきもの。都内の大警察署なら御の字です」と返されるが、「そう言ってくれると、俺も気が楽になるがな……」と、最後まで竜崎の左遷を心苦しそうにしていた。
TBSドラマ版では、長官官房審議官で「警視長」に格下げされている。
坂上 栄太郎（さかがみ えいたろう）
警視長。刑事局捜査第一課長。第1弾に登場。のっぺりした顔に縁なしの眼鏡を掛けている。
京都大学出身の官僚。竜崎より二期上の先輩。竜崎から「こいつはダメだ」と見られるほど仕事に熱意がなくやる気がない。京大出身ということで出世をあきらめている模様。
第1弾の「現職警察官による連続殺人事件の迷宮入り指示」という《隠蔽計画》の発案者。実際のところ計画は成功寸前まで進んでいたが、それを福本からの電話で知った竜崎の行動ですべてはご破算となる。《隠蔽計画》を知った警察庁長官が激怒した事から、この行動が懲罰対象となった上、伊丹が隠蔽を指示したという責任まで一身に背負わされる形で更迭された。エピローグでは去り際に竜崎に「勝ったつもりでいるんだろうな。このままで済むと思うな。いつか必ずつぶしてやる」と怨み言を呟いたが、竜崎には「あんたの気が済むかどうかわからないが、私も早晩無事では済まない。またいずれどこかで会いましょう」と答えられ、まったく相手にされず怒りと敗北感を味わわされた。
劇中では竜崎と敵対した者は改心することが多かったが、彼だけは最後までそういった部分がなく「悪徳警官」として退場していった。
谷岡 裕也（たにおか ゆうや）
警視正。長官官房総務課長補佐兼広報室長。第一弾に登場。以後も物語の本筋に絡まない程度に登場している。
竜崎の直属の部下。兼ね役である広報室で職務に当たっている。竜崎の疑心性もあって一定の評価しか下されていなかったが、竜崎の「左遷」が決定された後も竜崎への尊敬を貫いており、官僚としての上下関係としか認識していなかった竜崎も驚いていた。
第1弾では真相が発覚後、竜崎と共に事態の沈静化に務める。終盤では長官の謝罪コメントの素案を素早く提出し、竜崎が満足する出来栄えだったことから優秀さが窺える。エピローグでは竜崎から自分の後釜（課長）に選ばれるかもしれないと告げられ、「私には課長の代わりは務まらない、課長ほど優秀な官僚ではありません」と言ったが「ならば優秀になれ」と後押しされ、去り行く竜崎に対して微笑で答えた。
第2弾では、課長補佐のみとなっており、広報室長の任は解かれた。課長補佐の専任となった為、元上司の竜崎としても「出世だな」と喜んだ。谷岡自身は、補佐職も元々兼ね役だった為、「事実上は平行移動」と謙遜していた。また今でも竜崎のことは「課長」と呼んでおり、再会できたことを喜んでいた。
TBSドラマ版では性別が女性に変更され、名前は「香織」になっている。役職は同じだが、階級は「警視」に格下げされている。
小田切 貞夫（おだぎり さだお）
長官官房首席監察官。警視監。前職は秋田県警察本部長。東大出身。
竜崎の評価では、頭の切れる「優秀な官僚」。第2弾『果断』で立て篭もり事件において、SATによる犯人射殺という事件解決が適切だったか、竜崎と伊丹を呼び出して詰問した。竜崎からは「一方的な解釈しかなされていない」と抗議され、処分前提の監査しかしていないと思われていた。だがその真意は、「噂の竜崎課長を試したかった」からで、事件解決後には竜崎に真意を語り和解し、「あなたは、いい仕事をなさいました」と立て篭もり事件における竜崎の仕事ぶりを高く評価する。しかしその一方で、人を見る目に対しては「まだまだといったところですか」と手厳しく評しており、竜崎は「自分より一枚上手だった」と認めざるを得ない思いを抱くこととなった。

### 大森署
貝沼 悦郎（かいぬま えつろう）
大森署副署長。警視。
竜崎は当初貝沼から「反目されている」と思っていたが、自省した竜崎からは「ホテルマンの様」「補佐役に徹している」と評価されるようになった。貝沼自身も「署長が変わればやり方に慣れなくてはいけない」と言上するも「所轄は運命共同体であることは、紛れも無い事実」と諫め、「所要の措置」という言葉を教えた。以降、竜崎にとって無くてはならない「右腕」となっている。
貝沼自身も竜崎の事を「左遷キャリア」「変人」と降格人事のことで色眼鏡に見ており、まったく期待していなかった。しかし「立て籠もり事件再捜査」以降、「正しい事を言える・行えるキャリア」と見直すことになる。だが、その分竜崎の有能ぶりに応えられる内はいいが、評価されなくなる事への恐れも抱いている。だが、ある事件がきっかけで「信用されている」と感じた事を嬉しく思っている。
戸高 善信（とだか よしのぶ）
大森署刑事組織犯罪対策課（刑事課）強行犯係。巡査部長。
優秀な刑事だが、世を斜に見るところがあり、上司の事を上司と思っていないところがある。更には、第1弾で大森署に来た竜崎を一般市民と間違え警察権力で恫喝したことを叱責されている。
第2弾『果断』で不審点を竜崎に指摘。その不審な点をもっともだと思った竜崎の指示により立て籠もり事件再捜査が始まり、事件の全容を明らかにすることができた。以降、竜崎から優秀な刑事として評価されている。また周囲からも優秀と見られ能力的には信頼されている。
不遜なところもあるが、第3弾『疑心』で本部部長達を前にある事件を一人で捜査した内容を報告した際は、ガチガチに緊張していた。刑事としては優秀だが素行は良くなく、パトロールと称して勤務中に管轄内の平和島競艇場に出かけることがある。そこで偶然に（戸高に言わせれば偶然ではなく）指名手配犯を見つけて逮捕したので竜崎からよくやったと褒められると同時に以後は慎むようにと注意された。
第4弾『転迷』では、大森署管内で放火事件が発生し、「放火は金で買えない大切なもの全てを焼き尽くしてしまう。だから俺はアカイヌが許せないんです」と怒りを露わにした。本部から放火事件捜査の応援に来た特命班とは最初の内は関係が良くなかったが、最後には意気投合していた。
第6弾『去就』ではストーカー対策チームを兼務するようになり、チームでは根岸紅美とコンビを組むことになった。
今野の別作品では『カットバック 警視庁FCⅡ』にも登場。竜崎の後任である藍本新署長らと共に登場し、『安積班シリーズ』の登場人物である警視庁捜査一課の佐治基彦警部や、その部下である矢口雅士刑事らと共に、映画の撮影現場で発生した殺人事件の捜査を行う。矢口とコンビを組むが、聞き込みをした相手の気分を害したり、「自分で考えること」と「独断専行」の区別がつかない矢口に閉口し、「利口なだけで役に立たない」と吐き捨てた。矢口には「所轄のヒラ刑事にそんなことは言われたくない」と反論されるが、「所轄も本部も関係ない。要は自分で考える頭があるかどうかだ」と言い返している。
根岸 紅美（ねぎし くみ）
大森署生活安全課少年係の女性警察官。階級は巡査。第6弾『去就』と第7弾『棲月』に登場。
自主的に夜回りするなど少年犯罪の阻止と更生を志す生真面目な性格。
第6弾ではストーカー対策チームを兼務するようになり、チームでは戸高とコンビを組むことになった。
第7弾では以前補導した不良少年がリンチ殺人で殺され、捜査本部で戸高と共にその犯人を追う。
斎藤 治（さいとう おさむ）
警務課課長。竜崎の秘書的な存在。
関本 良治（せきもと りょうじ）
刑事組織対策課課長。
久米 政男（くめ まさお）
地域課課長。大森署の課長の中では最年長。野間崎管理官のことは、所轄にいい顔をしたいだけと嫌っている。
笹岡 初男（ささおか はつお）
生活安全課課長。大森署内では久米に次ぐ年長者。
藍本 小百合（あいもと さゆり）
竜崎の後任として大森署署長に就任した女性キャリア。年齢は40歳で階級は警視正。スピンオフの電子書籍『空席』で初登場し、『署長シンドローム』では主人公を務める。
美貌の女性キャリアとして紹介されており、前職は北海道警総務課長。『空席』は、彼女が就任する前日の出来事が描かれる。
今野の別作品『カットバック 警視庁FCⅡ』では、大森署署長に赴任後という形で、戸高、貝沼らと共に登場する。『カットバック』では年齢については具体的には明かされなかったが、『審議官 隠蔽捜査9.5』所収の「非違」で彼女の年齢が判明する。署長に赴任したばかりで大森署のことが良く把握できていないことや、前任の署長であった竜崎に署員たちが心酔していたことから、その後任は少し荷が重いという本音を漏らしている。法医学の知識がある様子を伺わせており、同作で発生した殺人事件の現場で、被害者となった俳優の遺体を前にしても全く動じず、遺体の状況を冷静に分析している。また、エピローグでは「私もFC室に入れないかしら？」と、楠木の上司である長門達男警視に申し出たため、楠木たちを驚かせた。
多くの警察関係者が息をのむほどに美しい美貌の持ち主として紹介されており、所轄に対して高圧的な態度を取る方面本部の野間崎や弓削も、彼女の前では強気に出ることができないほどである。また、『カットバック』にゲスト出演した『安積班シリーズ』の登場人物で、警視庁捜査一課殺人犯捜査第五係の係長（警部）・佐治基彦とのやり取りにおいても、所轄署に居丈高な態度を取る佐治をしどろもどろにさせた。

### 第二方面本部
野間崎 正嗣（のまざき まさつぐ）
第二方面本部管理官。警視。ノンキャリア。
人より上の立場にあろうとするため格下と見た相手には居丈高に振る舞う。そのため大森署でも嫌われ者となっている。
第2弾『隠蔽捜査・果断』で、金融強盗犯を取り逃がした大森署に怒鳴り込んで来たのが初出。その際、竜崎の経歴・伊丹との関係を知り、さらには職位と階級のねじれ現象を疎ましく思っている。
第3弾『疑心』では、第二方面警備本部副本部長についた長谷川警視正の秘書官を務めていたが、竜崎が第二方面警備本部長につくきっかけを画策した一人。
第4弾『転迷』において、二つの捜査本部の指揮を執る事となった竜崎を補佐する為、臨時の指揮所となった大森署署長室に詰める事となり、竜崎の姿勢と信念に圧倒されながらも竜崎を素直に認められるようになった。この時は竜崎の方が一時的に上の立場についていたため敬語は使われていない。
第5弾『宰領』で発生した誘拐事件の報告が遅いと大森署の竜崎に抗議しに来たが、竜崎から事情を聞き、その勢いは消えた。同じタイミングで伊丹刑事部長が来署したが、管理官不足もあり、そのまま誘拐事件指揮本部の管理官に就いた。
『空席』では竜崎がいなくなった後も相変わらずの振る舞いで大森署に訪れ、二つの事件の緊配を同時に行えと貝塚に文句を言いに来た。
長谷川 弘（はせがわ ひろし）
第二方面本部長。警視正。竜崎より3期下のキャリア組。44歳。
第3弾『疑心』で登場。アメリカ合衆国大統領来日警備の折、設置された第2方面警備本部副本部長についたキャリア。通常時は、竜崎が署長を務める大森署を含む第二方面本部の本部長を務めており、竜崎より立場は上だが、階級と年期と年齢が下というねじれ現象にあっている。
40代だが、既に頭が薄くなり、腹も出ているとの事。
竜崎が畠山に心奪われ、心ここにあらず状態だったのをしっかりと警備本部を支えた人物。
テロリストを無事確保し、警備本部を解散する際、竜崎を「あなたは必ず人の上に立つ方です。私は喜んであなたの下で働きますよ。」と、賛辞していた。
弓削 篤郎（ゆげ あつろう）
第二方面本部長。警視正。ノンキャリア。56歳。長谷川方面本部長の後任で赴任した。刑事・公安畑で歩んできており、野間崎の評価では、いかにも「刑事」らしい物腰の人物。
第5.5弾『自覚』の「人事」で登場。赴任後、第二方面本部の管理官たちから「レクチャー」を受け、野間崎から聞いた「竜崎署長」に興味を持つ。早速、竜崎を呼びつけようとするが、時を同じくして発生した「引ったくり事件」で竜崎が身動きが取れないため、態々大森署まで乗り込むという行動に出た人物。
第6弾『去就』では伊丹刑事部長が本部長を務める大森署の指揮本部に乗り込んできて、事件は方面本部長の自分が指揮権を持つ警備事案であるとして機動隊と銃器対策レンジャー部隊の導入を主張し、刑事部主導で事件を解決したい伊丹と対立する。事件の対応を巡っては副本部長の竜崎とも意見が合わず、事件後に指揮本部での竜崎の言動に数々の問題があったとして警視庁警務部へ特別監察の要請を出し竜崎の処分を画策する。妻の冴子と伊丹は弓削に立腹するが、竜崎は「小者には腹も立たない」と相手にしなかった。
第7弾では大森署を去る竜崎の元へ野崎管理官と共に現れ、「あなたからもっと色々教わりたかった」と尊崇の念を見せた。

### 警視庁
田端 守雄（たばた もりお）
刑事部捜査一課課長。警視→警視正（第5.5弾『自覚』）。ノンキャリア。
現場一筋で捜査一課長まで上り詰めた苦労人。現場主義の伊丹が捜査本部長などに就く事が多い為、その補佐役として捜査主任を務めている。
第5弾『宰領』で、大森署に出来た指揮本部捜査主任を務め、神奈川県警横須賀署にできた前線本部副本部長を務めた竜崎を東京からサポートした。同じく第7弾『棲月』でも竜崎をサポートした。
元々は著者の作品『警視庁強行犯係・樋口顕』の登場人物。その他、著者の作品では『安積班シリーズ』、『機捜235』シリーズ、萩尾警部補シリーズの『確証』、『同期』シリーズ、『警部補・碓氷広一』シリーズにも登場する。
下平 栄介（しもひら えいすけ）
刑事部捜査一課第一特殊犯捜査第二係（SIT）係長。警部。ノンキャリア。
第2弾『果断』立て篭もり事件の篭城犯と第5弾『宰領』で誘拐犯との交渉人を務めている。竜崎からは「プロフェッショナル」としての姿勢を高く評価されている。
葛木 進（かつらぎ すすむ）
刑事部捜査一課第一特殊犯捜査第一係（SIT）係長。警部。30代。
第6弾『去就』で殺人・誘拐犯人が立てこもったと思われた事件の前線本部で指揮をとった。著者の作品では他に『機捜235』シリーズの『石礫』にも登場する。『石礫』ではとても合理的な考え方をする人だと特殊犯係所属の捜査員から評価されている。
藤本 実（ふじもと みのる）
警備部長。警視監。竜崎や伊丹より3期上のキャリア。
第3弾『疑心』で警視庁に設置された大統領来日総合警備本部で警視総監を補佐していた。
第2方面警備本部長の任についた竜崎の下に秘書官として畠山を送り込んだ。
畠山 美奈子（はたけやま みなこ）
女性キャリア。研修期間中に竜崎が室長をしていた警察庁の総務課広報室に来たことがある。その後警視庁に出向になり特殊犯係などを経て今は警備部警備第一課に所属。170cm位ある長身の美人。優秀で藤本警備部長も目をかけている。
第3弾『疑心』で米国大統領来日の第2方面警備本部長の任についた竜崎の下に秘書官として警備部から派遣されてきた。
岩井 豊（いわい ゆたか）
刑事部捜査一課第二強行犯捜査管理官。50代前半。
第6弾『去就』と第7弾『棲月』に登場。大森署に設けられた殺人事件の捜査本部で捜査の指揮をとった。

### 神奈川県警
佐藤 実（さとう みのる）
第8弾から登場。
神奈川県警本部長。警視監。キャリア。51歳。竜崎より二期上。
大森署を変えた竜崎のやり方なら神奈川県警の悪評を拭い去ってくれるだろうと期待している。
モデルとなったのは、第96代警視総監で、神奈川県警察本部長職も歴任した斉藤実。
本郷 芳則（ほんごう よしのり）
第5弾に登場。
神奈川県警刑事部長。警視長。竜崎の二期下。第8弾では竜崎が後任として神奈川県警の刑事部長になったため、挨拶するとともに最後の引継ぎを終えて異動した。
阿久津 重人（あくつ しげひと）
第8弾から登場。
参事官。刑事部長となった竜崎の補佐を担う。のっぺりした無表情で何を考えているのかわからない。
板橋 武（いたばし たけし）
第5弾から登場。
捜査一課課長。ノンキャリア。当初はキャリア嫌いで竜崎を敵視していたが彼の人柄を知るに連れて態度を変えて行った。
永田 優子（ながた ゆうこ）
捜査二課課長。警視。女性キャリア。年齢は30代半ばくらい。元々は「横浜みなとみらい署暴対係」シリーズに登場する人物。
池辺 渉（いけべ わたる）
刑事総務課長。ノンキャリア。年齢50歳くらい。
竜崎によれば大森署にいた斎藤警務課長と性質が似ているという。
石田 兼一（いしだ けんいち）
総務課課長。警視。ノンキャリア。年齢50歳くらい。
桂木 義晴（かつらぎ よしはる）
総務課秘書官。
八島 圭介（やしま けいすけ）
第9弾から登場。竜崎、伊丹とは同期で、東大法学部卒。自身を含めて22人いる同期の中で1位の成績を収め、警察庁に入庁。前任の警務部長が警察大学校に異動になったことに伴い、福岡県警察本部より後任として就任。伊丹によれば、何かと黒い噂が絶えない人物だという。
入庁時の成績が自分に次ぐ伊丹に対して「（私大卒が二位になるわけがないから）カンニングでもしたんじゃないか」と言ったことで今でも伊丹には嫌われている。逆に三位の竜崎は特に眼中になかった模様。

### その他
滝口 達夫（たきぐち たつお）
第8弾に登場。
神奈川県警のOB。元交通課管理官で、現在は自動車教習所「ドライビングスクール京浜」の所長。年齢60歳くらい。
冴子が教習中に車を鉄柵にぶつけたことから修理費用を請求したことで竜崎と敵対する。当初は冴子に車を貸し出さないなど陰湿な嫌がらせをしていたが、元々は親分肌で面倒見のいい人間であり、板橋課長も彼の後輩に当たる。それを知った竜崎から中国人の殺人事件の捜査協力を頼まれたことで気分を良くし和解した。冴子に対する扱いについてはさすがに悪かったと思っており、竜崎に何度か謝罪しようとしたが「何も言わなくていいですよ」と止められた。

## 作品の評価
そのクオリティの高さから文学賞に恵まれている作品で、第1弾『隠蔽捜査』で第27回吉川英治文学新人賞を、続く第2弾『果断』で第21回山本周五郎賞と第61回日本推理作家協会賞長編部門を受賞。2017年にはシリーズ全体で第2回吉川英治文庫賞を受賞した。

### 受賞歴
- 第27回（2006年）吉川英治文学新人賞（『隠蔽捜査』）[1]
- 第21回（2008年）山本周五郎賞（『果断 隠蔽捜査2』）[1]
- 第61回（2008年）日本推理作家協会賞 長編及び連作短編集部門（『果断 隠蔽捜査2』）[1]
- 第2回（2017年）吉川英治文庫賞（『隠蔽捜査』シリーズ）[1]

## テレビドラマ（テレビ朝日）
テレビ朝日系「土曜ワイド劇場」で2007年3月10日と2008年10月4日に放送された。全2回。陣内孝則主演。原作は『隠蔽捜査』および『果断 隠蔽捜査2』。

## テレビドラマ（TBS）
TBS系「月曜ミステリーシアター」枠で2014年1月13日から3月24日まで放送された。全11回。杉本哲太と古田新太のダブル主演。原作は『隠蔽捜査』から『宰領 隠蔽捜査5』。続編がTBS系「月曜名作劇場」で2019年3月11日に放送された。全1回。原作は『去就 隠蔽捜査6』。

## 舞台
舞台『隠蔽捜査＆果断・隠蔽捜査2』が、2011年10月19日から30日にTHEATRE1010、11月3日から6日に新神戸オリエンタル劇場、11月9日から10日に京都南座、11月19日から20日に名鉄ホールにて上演。

### キャスト（舞台）
「隠蔽捜査」
- 竜崎伸也（警察庁長官官房総務課課長） - 上川隆也
- 伊丹俊太郎（警視庁刑事部長） - 中村扇雀
- 谷岡裕也（警察庁長官官房広報室長） - 近江谷太朗
- 坂上栄太郎（警察庁刑事局捜査第一課長） - 板尾創路
- 阿部一郎（警察庁刑事局捜査第一課係長） - 本郷弦
- 牛島陽介（警視庁長官官房参事官） - 朝倉伸二
- 戸高善信（大森署巡査部長） - 小林十市
- 福本多吉（東日新聞社会部部長） - 平賀雅臣
- 黒岩誠二（ライター） - 宮本大誠
- 竜崎冴子（竜崎の妻） - 斉藤レイ
- 竜崎美紀（竜崎の娘） - 西田奈津美
- 竜崎邦彦（竜崎の息子） - 岸田タツヤ

「果断・隠蔽捜査2」
- 竜崎伸也（大森署署長） - 上川隆也
- 伊丹俊太郎（警視庁刑事部長） - 中村扇雀
- 小田切貞夫（警察庁首席監察官） - 板尾創路
- 貝沼悦郎（大森署副署長） - 平賀雅臣
- 斉藤治（大森署警務課長） - 朝倉伸二
- 戸高善信（大森署巡査部長） - 小林十市
- 野間崎（第二方面本部管理官） - 近江谷太朗
- 下平（SIT係長） - 宮本大誠
- 石渡（SAT小隊長） - 本郷弦
- 竜崎冴子（竜崎の妻） - 斉藤レイ
- 竜崎美紀（竜崎の娘） - 西田奈津美
- 竜崎邦彦（竜崎の息子） - 岸田タツヤ

### スタッフ（舞台）
- 脚本 - 笹部博司
- 演出 - 高橋いさを

### DVD
- 発売元：キョードーファクトリー
- 「隠蔽捜査」2011年10月27日、シアター1010収録
  - 【特典映像】1:トークショー 2:東京公演千秋楽
- 「果断・隠蔽捜査2」2011年10月27日、シアター1010収録
  - 【特典映像】1:楽屋訪問 2:名古屋公演千秋楽